# 본차이나

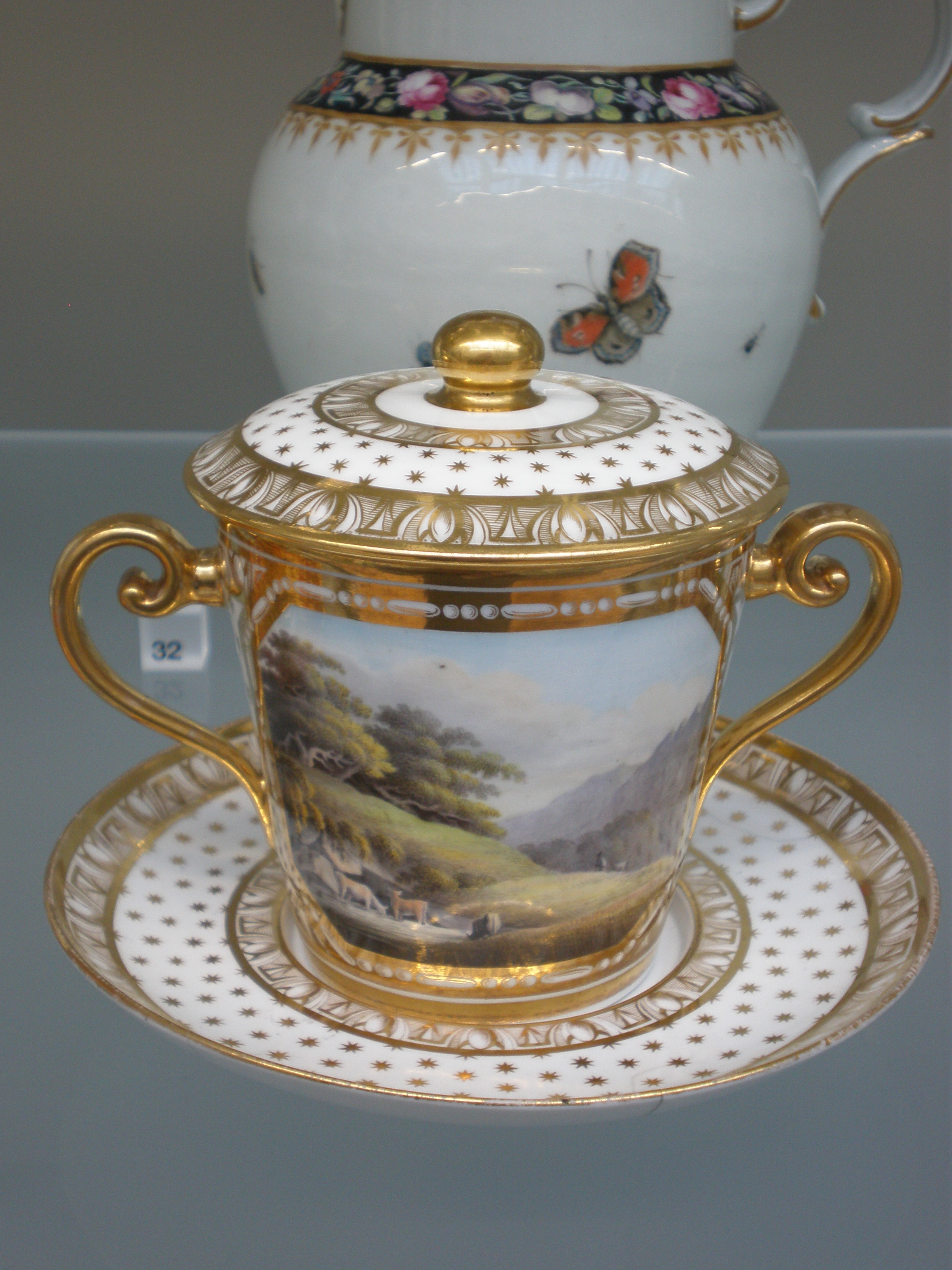
1815 ~ 20년경의 스트랫포드셔 초콜릿컵 본차이나.

골회자기(骨灰磁器) 또는 본차이나(Bone China)는 도자기 종류의 하나로, 뼛가루와 장석, 카오리나이트(고령토, 또는 고령석)라는 광물을 재료로 하여 만들어진 도자기를 말한다. 또한 표준 본차이나 제조법에는 적어도 인산 칼슘, 장석과 유리로 반투명한 몸체를 구성하며 삼인산 칼슘 (Ca3 (PO4 )2)의 함유율이 30% 이상 포함된 것이라는 정의가 내려져 있다. 대한민국 지식경제부 기술표준원에서 제시한 기준도 동일하다.

## 개요
영국에서는 카오리나이트를 구할 수 있는 곳이 없었기 때문에 대용품으로 소뼈를 사용한 것이 시초라고 한다.
본차이나라고 알려진 것을 최초로 발명한 사람은 토마스 프라이(Thomas Frye)로 1748년 런던 동쪽의 보우(Bow)에 있는 보우 도자기 공장에서였다. 그의 공장은 가축 시장과 에섹스 도살장과 매운 가까운 곳에 위치해 있으며, 그리하여 동물의 뼈를 구하기 쉬운 곳이었다. 프라이는 그가 '좋은 도자기'(fine porcelain)로 불렀던 자기를 만들기 위해 45%의 골회를 사용하여 품질 면에서는 유럽이나 중국에서 수입한 자기와 경쟁할 수 있게 되었지만, 상업적으로는 성공을 거두지는 못했다.
이후 1789년에서 1793년 사이에 조지아 스포드가 스토크에서 그 개념을 더 발달시켜서, 그의 공정을 마무리했다. 그의 개발품 중에는 프라이이가 적용했던 뼈를 다른 부위와 같이 구워 원재료에 섞는 과정을 포기하고, 단지 뼈만 구워서 사용했다. 본차이나는 빠르게 인기를 끌었고, 그것은 다른 영국의 자기 제조업자들에게 퍼져 나갔다. 스포드의 제조공정과 사업은 모두 성공적이었다. 그는 뼈가루를 6으로, 차이나 스톤(장석과 약간의 화강암이 섞인 것)을 4로, 그리고 고령토를 3.5 비율로 하여 모든 본차이나의 특징이 되는 기본을 유지시켰다. 그리고 2009년이 되어서야 그의 회사인 스포드 사가 결국 포트메리온에 의해 인수되기 전에 수령인이 되게 되었다.
처음 개발부터 20세기 후반까지 본차이나는 주로 스토크 온 토렌토에서와 같이 전문화된 지역 등 영국에서만 독점적으로 생산되었다.

## 생산
원료로 골회(인산 칼슘)가 첨가되었지만, 최근에는 골회를 사용하지 않고 뼈의 인을 이용하는 방법도 있다. 굽기 전에는 회색을 하고 있으며, 구운 후에는 유백색으로 변화한다. 한번 구웠더라도 분쇄 과정을 통해 여러 번 다시 만드는 것이 가능하다. 또한 구운 후 생긴 발리라는 불필요한 돌출 등을 제거한 후에 다시 구워서 부드럽게 만드는 것도 특징 중 하나이다.
일반 도자기에 비해 얇음에도 불구하고, 칩핑 강도가 강하다. 투광성이 있어서 본차이나로 만든 램프를 제조하는 업체도 있다. 도기와 달리 흡수성이 아니다. 차가운 일반 도자기에 비해 유백색 따뜻한 그릇체가 특징이다.

## 같이 보기
- 웨지우드
- 민턴
- 도자기